# Lista de tiranos de Siracusa
Esta é uma lista que reúne os tiranos de Siracusa antes do domínio romano. Siracusa, fundada como uma colônia de Corinto em 734 a.C., foi governada inicialmente pelo Gamoros e depois pelos nobres Cilicírios; foi conquistada pelo tirano de
Gela, Gelão I, em 485 a.C. e com esta cidade dividiu seu destino até a conquista romana.
- Gelão I (485 a.C. - 478 a.C.)[1]
- Hierão I (485 a.C. - 466 a.C.)[2]
- Trasíbulo (466 a.C. - 465 a.C.)[3]

Entre 465 a.C. e 405 a.C. foi criada uma democracia moderada governada pelo povo.
- Dionísio I (405 a.C. - 367 a.C.)[4]
- Dionísio II (367 a.C. - 357 a.C.)[5]
- Dione (357 a.C. - 354 a.C.)[6]
- Cálipo (354 a.C. - 353 a.C.)[7]
- Hiparino (353 a.C. - 351 a.C.)[8]
- Niseo (351 a.C. - 347 a.C.)[9]
- Dionísio II (347 a.C. - 344 a.C. - restaurado)
- Timoleão (344 a.C. - 336 a.C.)[10]

Após a morte de Timoleão, Siracusa inicialmente teve um governo democrático. Com a ascensão ao poder de Sosístrato  e Heráclides, a democracia foi transformada em oligarquia e, finalmente, Sosístrato provavelmente se autoproclamou tirano. Não se conhece, contudo, a data de seu govero.
- Agátocles (316 a.C. - 289 a.C.)[13]

No biênio 289-288, Siracusa ficou à mercê da guerra entre Menão e Hicetas, e que foi vencida pelo primeiro graças aos cartagineses. Em 288 o poder dos cartagineses foi derrotado por uma revolta.
- Hicetas (288 a.C. - 279 a.C.)
- Tinião e Sosístrato (279 a.C. - 277 a.C.)[11]

Em 277 a.C. toda a Sicília foi conquistada pelo rei do Epiro Pirro que teve que abandoná-la após somente um ano. Em Siracusa se instaurou a república. Após apenas seis anos o general Hierão foi aclamado tirano.
- Hierão II (270 a.C. - 216 a.C.)[16]

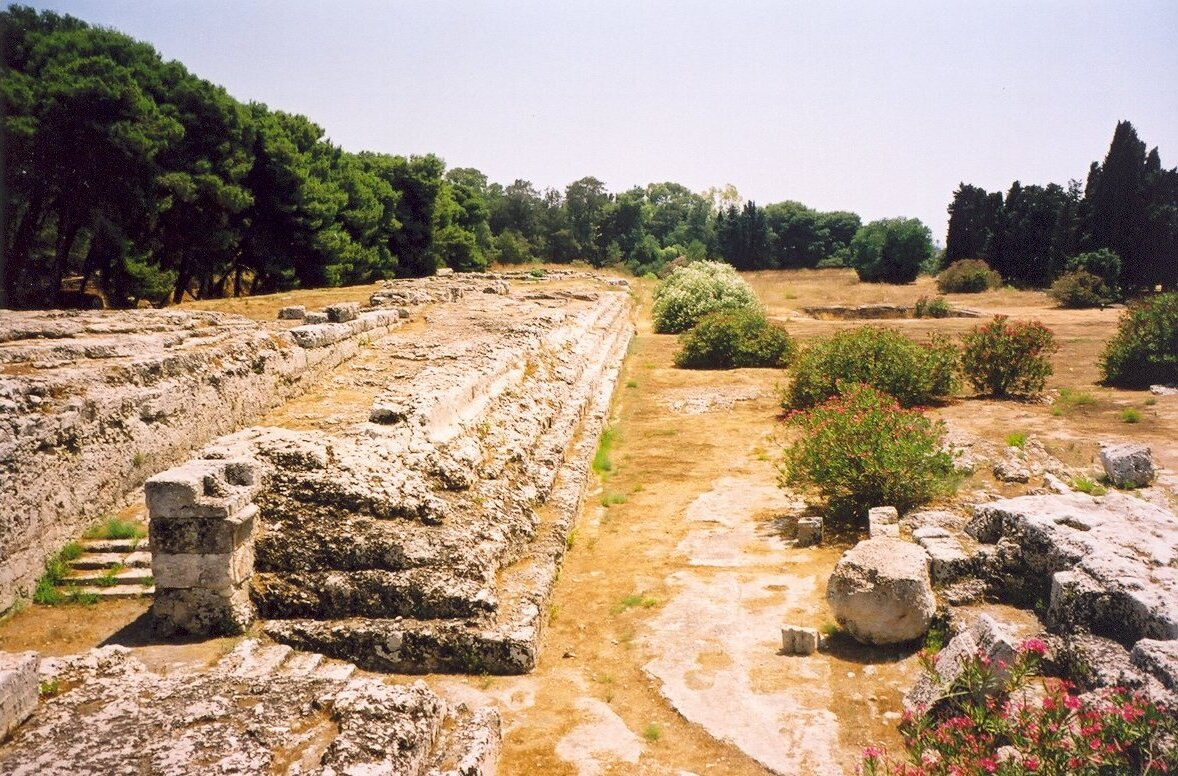
Altar de Hierão II

  - Gelão II (240 a.C. - 216 a.C.) - foi muito provavelmente associado ao trono e morreu pouco antes de Hierão.[17]
- Jerônimo (215 a.C. - 214 a.C.)[18]
- Adranodoro (214 a.C.)[19]
- Hipócrates[20] e Epícides (214 a.C. - 212 a.C.)

Após breve período de anarquia, em 212 a.C. Siracusa e Gela foram conquistadas por Marco Cláudio Marcelo, cônsul da República Romana.